# Elizabeth Hintemann
 Elizabeth Hintemann(Curitiba, 6 de julho de 1984) é uma voleibolista indoor germano-brasileira que atuou na posição de  Central, posteriormente migrou para as funções de Ponteira e Oposto, com marca de alcance de 304 cm no ataque e 299 cm no bloqueio, que servindo a categoria infantojuvenil da Seleção Brasileira conquistou a medalha de ouro no Campeonato Sul-Americano de 2000 na Venezuela e foi medalhista de prata na edição do Campeonato Mundial de 2001 na Croácia.

## Carreira
A trajetória no voleibol de quadra (indoor) de Liz deu-se nas categorias de base do Clube Curitibano.Na sequência migrou para Florianópolis onde passou atuar nas categorias de base do Clube Doze de Agosto, época que  foi convocada pelo ´técnico Waldson Lima para a categoria infantojuvenil da Seleção Brasileira, na posição de Central,  ao disputar a edição do Campeonato Sul-Americano de 2000  em Valencia, Venezuela, na qual conquistou a medalha de ouro e qualificação para o mundial da categoria, continuou no ano seguinte neste elenco integrando a equipe na excursão pela Argentina em preparação para o Campeonato Mundial Infantojuvenil de 2001 em Pula, Croácia, competição na qual participouvestindo a camisa #7, conquistando a medalha de prata.
Ainda em 2001 transferiu-se para o BCN/Osasco onde conquistou o tricampeonato paulista juvenil e em 2002 fez parte do elenco profissional deste clube na edição do Campeonato Paulista, na época sob o comando do técnico Zé Roberto Guimarães e conquistou seu primeiro título nesta competição, no mesmo ano conquistou o título dos Jogos Regionais.
Em 2003 jogou pelo BCN/Osasco no Campeonato Paulista e conquistou o bicampeonato.No ano seguinte passou a representar a equipe do ECUS/Suzano e disputou o Campeonato Paulista de 2004 e disputou a edição dos Jogos Abertos do Interior de 2004 em Barretos.
Já em 2005 competiu pelo UMC/FLEX PÉ na edição do Campeonato Paulista e conquistou mais um título dos Jogos Regionais de São Paulo, realizado na cidade de Caraguatatuba neste ano.
Teve passagem pelo Macaé Sports e posteriormente atuou fora do país pela primeira vez, sendo contratada pelo clube espanhol Cajasur/Córdoba na temporada 2005-06 e finalizou na décima quarta colocação da correspondente Superliga Espanhola A, época que por problemas familiares se afastou do clube
Pela primeira vez atua no voleibol alemão TSV Bayer 04 Leverkusenquando finalizou na oitava colocação na Liga A Alemã (Bundesliga).Na jornada esportiva 2006-07 transferiu-se para o VC Wiesbadenna posição de opostofinalizou na primeira fase em terceiro lugar e conquistou ao final dos playoffs o quarto lugar.
Na temporada seguinte jogou em 2007 pelo time turco do Galatasaray/Medical Park Bayan em 2008 atuou no voleibol suíço pelo Zeiler Köniz conquistando o bronze na Liga A Suíça .
Também teve passagens pelo voleibol francês, a primeira vez foi na temporada 2008-09 pelo VNVB Nancyna referente Liga A Francesa  e encerrou na décima segunda colocação.
No período seguinte foi contratada pelo Istres OP e finalizou na quarta posição na Liga A Francesa 2009-10, registrando 137 pontos de ataques, 5 de bloqueios e 13 de saques;disputou a edição da Challenge Cup de 2009-10, quando alcançaram o Playoff dos  16 times, mesmo feito obtido também na edição da Copa CEV 2009-10
Retornou ao VNVB Nancy para as competições de 2010-11época que já falava cinco idiomas, marcando 167 pontos de ataques, 10 de bloqueios e 7 aces na Liga A Francesa 2010-11, na qual alcançou o sexto lugare foi a segunda maior pontuadora da fase regular.
Em 2011 retornou ao Brasil e atuou pelo LIVO/PMI/UNIMED Itatiba e conquistou o título dos 56ºJogos Regionais da 4ª Região Esportiva do Estado de São Paulo,  ou seja, em Itatiba, categoria livre da primeira divisão.
Ainda na temporada 2011-12 foi contratada pelo Valeriano Allés Menorca Volei (Menorca) , mais uma vez atuando como opostoconquistando a Copa da Tainha da Espanha de 2012sagrando-se campeã da correspondente Superliga Espanhola A, competiu em mais uma edição da Challenge Cup em 2012, alcançando até a segunda fase finalizando na trigésima terceira colocação.
Em 2012 foi contratada para atuar pelo  Petrokimia Gresik, da Indonésia na Liga A Indonésia (BSI Proliga) 2012e também em 2013 ,  e disputou a Liga A Indonésia (BSI Proliga) alcançando a terceira posição.
Foi repatriada na temporada de 2013-14 pelo Maranhão Vôlei/CEMAR, alcançou o vice-campeonato na Copa Brasília de 2013 e disputou a Superliga Brasileira A correspondente, mas a equipe terminou na última colocação, ou seja, décimo quarta posição,mesmo assim foi um dos destaques da campanha com 223 pontos.
Na temporada seguinte é contratada pelo Sesi-SPversátil mas foi contratada para atuar como ponteira sagrou-se vice-campeã da Copa São Paulo em 2014, onde chegou atuar como oposta e disputou a Superliga Brasileira 2014-15, após ser vice-lider na fase de classificação, finalizou com o bronze.Em 2015 disputou  Copa Banco do Brasil  cuja finais ocorreu Cuiabá, conquistou o vice-campeonato  nesta edição.
Voltou a jogar pelo clube alemão VC Wiesbaden na jornada esportiva 2015-16 e finalizou em quinto lugar na Challenge Cup 2016, após eliminação nas quartas de finale também terminou na quinta posição na Liga A Alemã (Bundesliga)época que jogou como oposto e não renovou para a temporada 2016-17 com o clube após uma lesão nas costas.Em 2017 voltou a atuar no vôlei brasileiro pela equipe do Abel/Havan/Brusque.

## Títulos e resultados
- Superliga Espanhola A:2011-12[42]
- Copa Brasil:2015[58]
- Superliga Brasileira A:2014-15[57]
- Liga Indonésia A (Proliga):2013[49]
- Liga Suíça A:2007-08[28]
- Liga A Francesa:2009-10[31]
- Liga A Alemã (Bundesliga):2006-07[25]
- Copa da Alemanha:2015
- Copa de S.M. Rainha da Espanha:2012[41]
- Copa Brasília:2013[51]
- Campeonato Paulista:2002[9],2003[12]
- Campeonato Paulista:2014[55]
- Copa São Paulo:2014[55]
- Jogos Regionais de São Paulo:2002[10],2005[17] e 2012[38]
- Campeonato Paulista Juvenil:2001[7],2002[7]e 2003[7]

## Premiações individuais
- 2ª Maior Pontuadora da Liga A Francesa  de 2010-11 [7],